# Soadu
Soadu (Šoʿadū, griechisch: Soades), Sohn des Bolyada war ein Karawanenführer aus Palmyra, der von Inschriften bekannt ist und demnach eine einflussreiche Person war. Er wirkte um 132 bis um 147 n. Chr. Nach diesen Inschriften sind in verschiedenen Städten (Charax Spasinu, Vologesias und Genna) des Partherreiches und in Palmyra mindestens 17 Statuen zu seinen Ehren geweiht wurden. In der parthischen Stadt Vologesias weihte er einen Augusti-Tempel.